# جائزة ماليزيا الكبرى 2005
جائزة ماليزيا الكبرى 2005 (بالإنجليزية: 2005 Malaysian Grand Prix)‏ هو سباق فورمولا 1 أقيم بتاريخ 20 مارس 2005 في حلبة سيبانغ الدولية، سلاغور، ماليزيا. كان الثاني من أصل 19 في بطولة العالم لسباقات الفورمولا واحد موسم 2005. حلّ الإسباني فرناندو ألونسو أولا بينما جاء الإيطالي يارنو ترولي في المركز الثاني وحصل على المركز الثالث الألماني نيك هيدفيلد.